# Carl Salemann
Carl Gustav Hermann Salemann (en russe : Карл Генрихович Залеман) est un orientaliste allemand, sujet de l'Empire russe, né le 28 décembre 1849 (9 janvier 1850) à Revel (gouvernement d'Estland) et mort le 30 novembre (13 décembre) 1916 à Pétrograd. Il était spécialiste du persan.

## Biographie
Il naît dans une famille germano-balte. Il poursuit ses études à la faculté des langues orientales de l'université impériale de Saint-Pétersbourg où il se spécialise en deux disciplines: la première comprenant l'étude de l'arabe, du turc et du persan; la seconde comprenant l'étude du sanscrit et du persan. Il défend en 1875 sa thèse de magister en lettres persanes, intitulée Les Quatrains de Khakan à la suite de laquelle il enseigne à la faculté le zand du persan moyen et le persan moyen, atteignant le titre de privat-dozent.
Il est élu en 1886 adjoint de l'Académie impériale de Saint-Pétersbourg, pour le département de philologie orientale, et académicien extraordinaire en novembre 1889, en même temps qu'il est nommé quelques mois plus tard directeur du Musée Asiatique, poste qu'il conserve jusqu'à sa mort. Il est élu académicien extraordinaire en 1895. Il dirige le département étranger de la Bibliothèque de l'Académie des sciences de Russie de 1891 à sa mort.
Il a eu notamment pour élève Ivan Zaroubine.

## Quelques publications
- «Über eine Parsenhandschrift der K. öffentl. Bibliothek zu St. Petersburg» (in: Travaux de la 3е session du Congrès international des Orientalistes à Saint-Pétersbourg, т. II, Leyde, 1879);
- «Mittelpersische Studien» (in: Bulletin de l'Académie impériale des sciences de Saint-Pétersbourg, t. XXXI, 1886);
- «Scham-si-Fachrii lexicon Persicum» (Kazan, 1887);
- «Bericht über die Ausgabe des Mi’jar i Jamali» (in Bulletin de l’Académie impériale des sciences de Saint-Pétersbourg, 1888);
- «Persische Grammatik mit Litteratur, Chrestomathie und Glossar» (en collaboration avec Valentin Joukovski, Leipzig, 1889), réédité à Berlin en 1947;
- « Краткая грамматика новоперсидского языка, с приложением метрики и библиографии » [Courte grammaire de langue persane moderne, avec supplément de métrique et bibliographie] (en collaboration avec Valentin Joukovski, Saint-Pétersbourg, 1890);
- «Noch einmal die Seldschukischen Verse» (1890, in Bulletin de l’Académie impériale des sciences de Saint-Pétersbourg);
- « Manichaeische Studien. I. Die mittelpersischen Texte in revidierter Transcription, mit Glossar und grammatischen Bemerkungen » (in Mémoires de l’Académie impériale des sciences de Saint-Pétersbourg, série 8, vol. 8, N° 10), Académie impériale des sciences, Saint-Pétersbourg, 1908.